# 三菱製紙魚町倶楽部

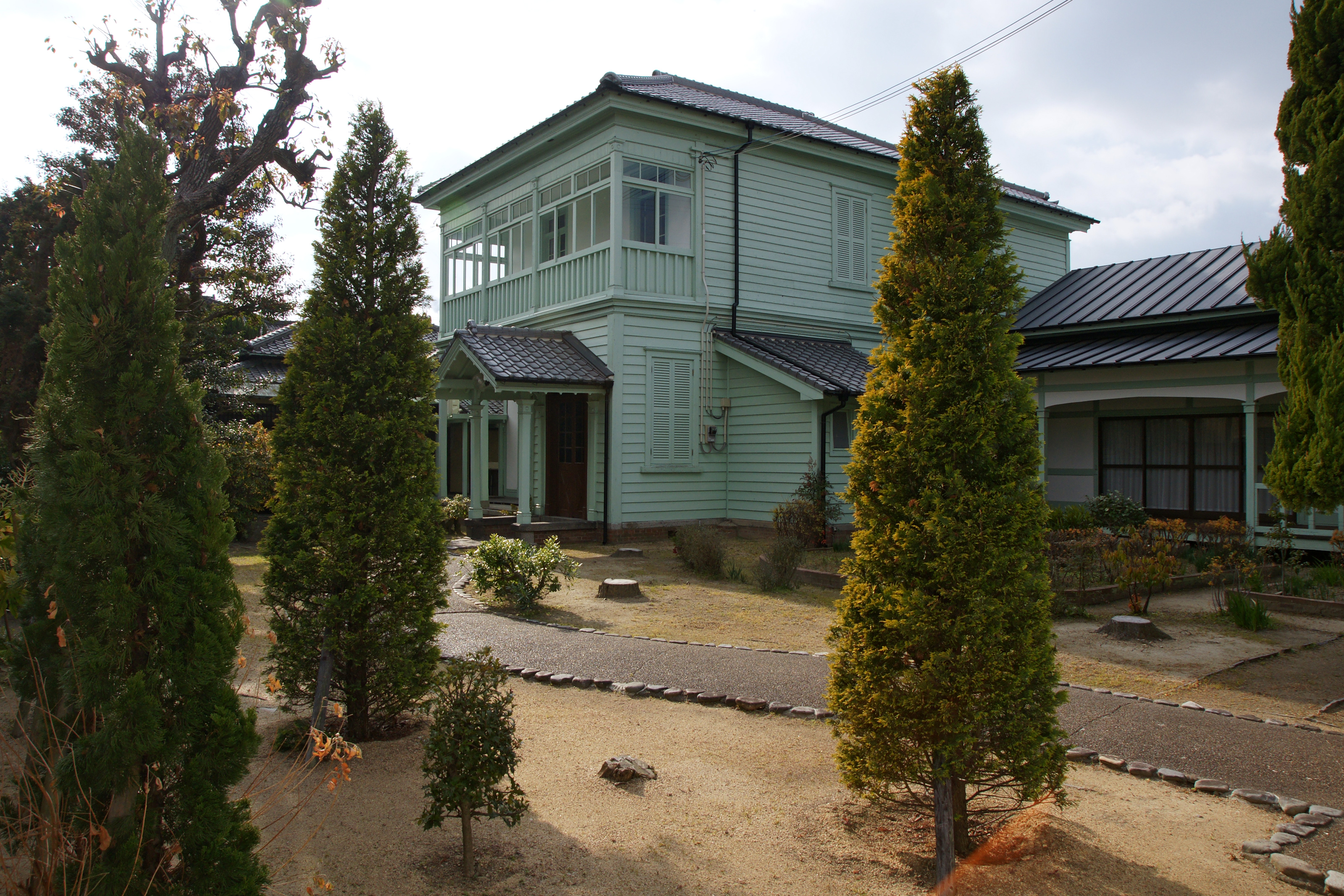
洋館

三菱製紙魚町倶楽部（みつびしせいしうおまちくらぶ）は、兵庫県高砂市にある明治時代の西洋館。高砂地区歴史的景観形成地区（兵庫県指定景観形成地区）を構成する施設の一つ。

## 概要
1904年（明治37年）、神戸製紙所高砂工場内に、アメリカ人技師長M.J.シェイの居住施設として建設された。1905年（明治38年）、社名が三菱製紙所と変わって、当洋館は現在地へ移築された。
以来、同社の厚生施設「三菱製紙魚町倶楽部」として現在に至っている。

## 建築概要
- 設計 - 不詳
- 竣工 - 1904年（明治37年）
- 構造 - 木造2階建、寄棟瓦屋根、下見板張外壁、煉瓦製煙突
- 所在地 - 兵庫県高砂市高砂町魚町551

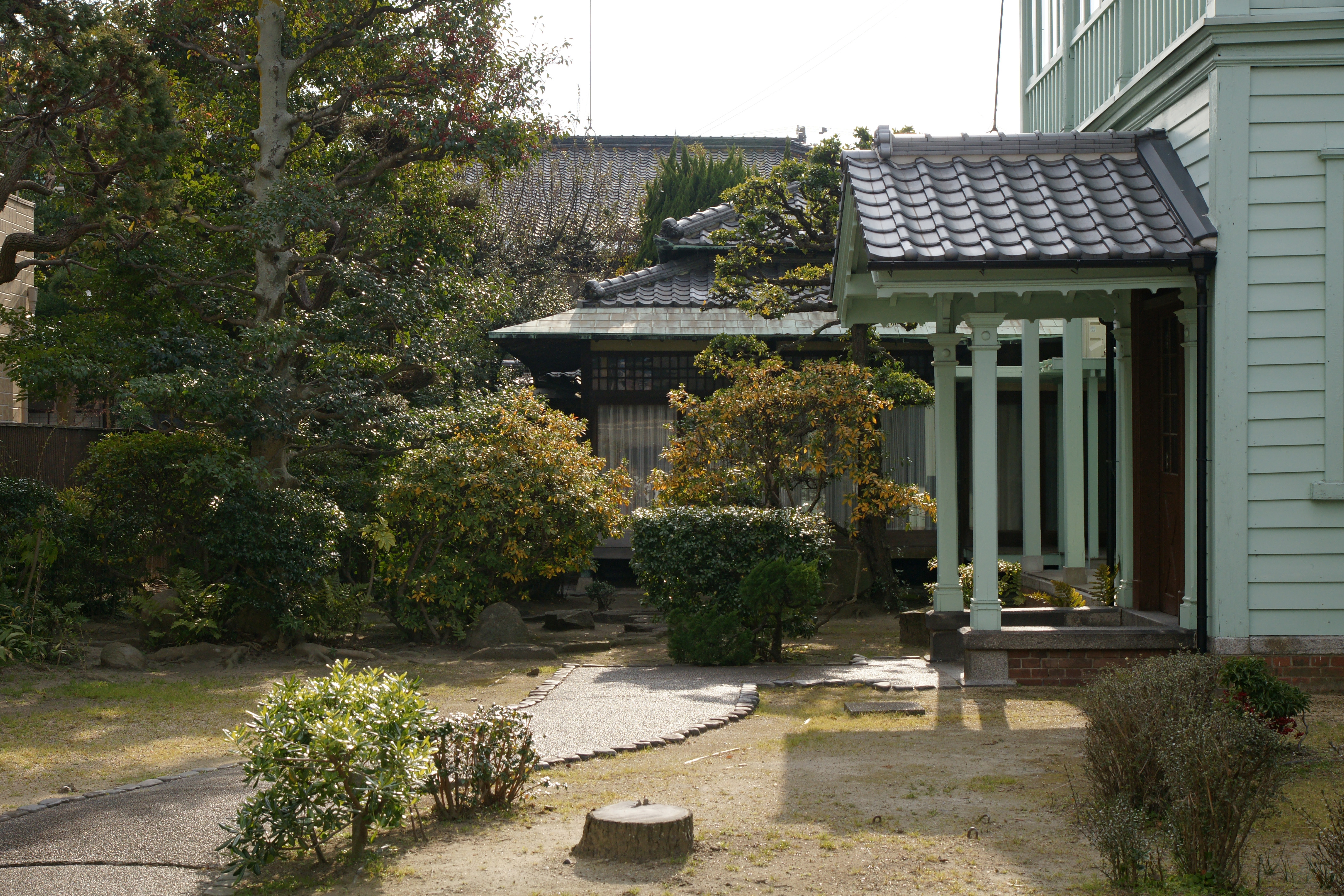
玄関前庭
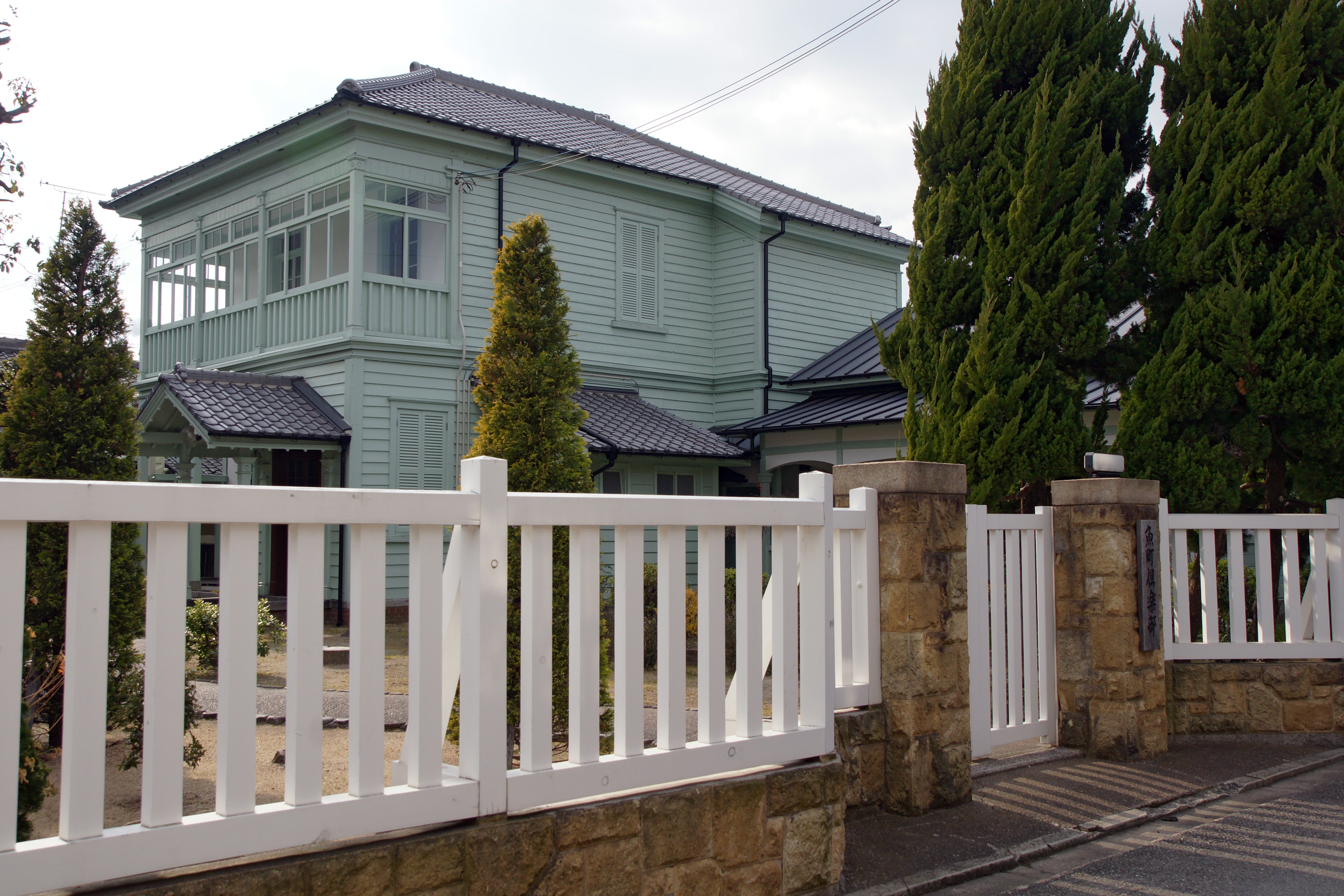
門

## 交通アクセス
- 山陽電鉄 高砂駅 徒歩10分

## 周辺
- 高砂神社
- 三連蔵
- 高砂商工会議所会館